# Vertrag von Saginaw

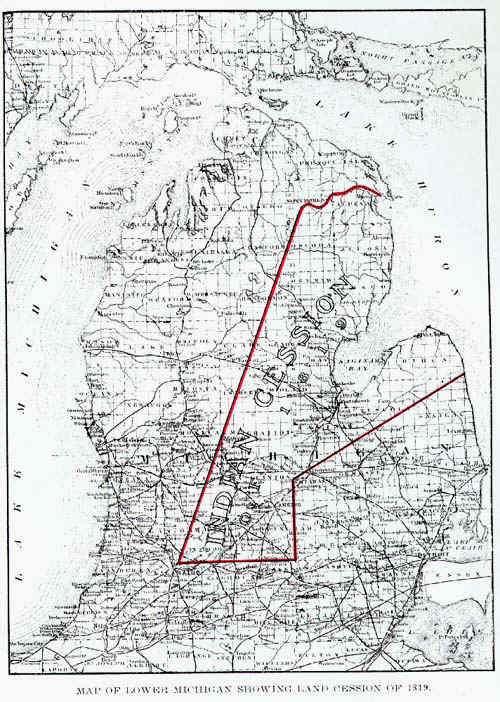
Die territorialen Auswirkungen durch den Vertrag von Saginaw.

Der Vertrag von Saginaw wurde 1819 zwischen Lewis Cass, Gouverneur des Michigan-Territoriums, und den Häuptlingen John Okemos, Wosso sowie anderen amerikanischen Ureinwohnerstämmen der Große Seen (hauptsächlich die Anishinabe, aber auch die Ottawa und Potawatomi) in dem, was heute die Vereinigten Staaten bilden, abgeschlossen. Die amerikanischen Ureinwohner traten einen großen Landstrich (mehr als sechs Millionen Morgen oder 24.000 km²) im mittleren Teil der Unteren Halbinsel von Michigan ab.
Die südliche Grenze verlief wenige Meilen nordöstlich von Jackson westwärts zu dem nordöstlich gelegenen Kalamazoo. Von da an ging es direkt zum oberen Thunder Bay River in den südlich-zentralen Teil des Montmorency County und dann entlang des Flusses zur Mündung in die Thunder Bay nahe Alpena. Von dort ging es zu der internationalen Grenze zwischen den Vereinigten Staaten und der britischen Provinz Oberkanada und dann südwärts zu der Grenzlinie, die durch den Vertrag von Detroit 1807 geschaffen worden war. Diese verlief vom Ufer des Huronsees im nordöstlichen Sanilac County nach Südwesten zu einem Punkt einige Meilen nordöstlich von Lansing und dann genau südlich zum Ausgangspunkt.
Der Vertrag stellte auch einige kleinere Landstriche innerhalb des abgetretenen Territoriums für die Ureinwohner zurück.